# Стеван Владислав Каћански
Стеван Владислав Каћански - „Стари Бард“ (Србобран, 19. децембар 1828/1. јануар 1829 — Београд, 4/16. мај 1890) је био српски национално-политички радник, револуционар, професор гимназије (Крагујевац и Београд), и најпопуларнији српски патриотски песник у другој половини 19. века. Највећи део његових песама је инспирисан поетским сном о ослобођењу и уједињењу Срба.

## Биографија
Рођен је у угледној породици, у Сентомашу (Србобрану), у Бачкој. Родитељи су му били Трифон и Јулијана, житељи србобрански. Породица је презиме добила по бачком селу Каћ, одакле се преселила крајем 18. века. Пореклом је из Херцеговине, презивали су се Владисављевић, звог чега је Каћански увек испред свог презимена стављао, или се потписивао само као Владислав. Његов син Владислав Стеван Каћански је живео у Београду.
Основну школу је завршио у Варадину и Србобрану. Гимназију је започео у Сремским Карловцима, а завршио у Сегедину, мада се отац Трифун противио, подршку у школовању је добио од стрица Сергија Каћанског, веома ученог и један од најпознатијих вођанских Срба (касније горњекарловачки владика). Већ у гимназији, Каћански је почео да пише родољубиве песме и постао председник литерарног удружења Срба у сегединској гимназији.
После гимназије, уписао је Филозофски факлултет у Пешти, али га је врло брзо напустио и прешао да студира права у Јегри (Угарска). Студије је прекинуо да би се придружио Српском народном покрету у Револуцији 1848. године. Захваљујући одлучности и бистрини, брзо је стекао поверење народних првака. Уз помоћ стрица Сергија изабран је за делегацију, која је у Загребу преговарала са баном Јелачићем о заједничкој борби против националистичких циљева Мађарске револуције. Његов задатак је био да побуни славонске граничаре. Учествовао је у одбрани Србобрана, у биткама код Бачког Градишта и Сремских Карловаца. Прославио се са патриотском песмом „Ноћница“, у којој је опевао бој на Темерину.
Његове песме су представљале подстрек борцима и читане су по војничким логорима.
Са стрицем је учествовао на Мајској скупштини у Сремским Карловцима, приликом оснивања Српске Војводине, као и проглашењу митрополита Јосифа Рајачића за српског патријарха и Стевана Шупљикца за војводу.
Права је на крају завршио у Загребу 1850. године, а после се вратио у Србобран, где је живео до 1857. Пошто је одбио да се посвети великом породичном газдинству, отац га је отерао из куће и изузео из тестамента. После тога је прешао у Србију и 1858. године постао професор београдске гимназије.
Његова прва објављена песма је „Усклик младих Срба“ објављена 1846. године у београдском часопису „Подунавка“. Средином 1850-их први је унео романтизам у српску поезију. Прославио се са песмом „Грахов Лаз“ где је опевана битку на Граховцу и црногорска победа над Турцима. Објављујући родољубиве стихове у новинама скренуо је пажњу јавности, посебно песмом „На Србобрану“. Међутим, није му се допадала аустрофилска политика кнеза Михаила Обеновића и сматрао је да је кнез Михаило био кочница остваривању српских интереса. Полицијске уходе су код њега пронашле бележницу са песмом о Карађорђу, због чега је остао баз посла. Једна од његових најлепших песама написана је у то време „Ој, облаци“ (1860). За њу је касније Мита Топаловић компоновао музику.
Тек 1862. године добио је држављанство Краљевине Србије. Исте године Турци су бомбардовали Београд. Каћански је тада окупио добровољце и са народним јунаком Ђоком Влајковићева разоружао већи турски одред. У периоду 1862—1863. године уређивао је београдски политички лист „Србска народност“.
Наименован је за почасног члана Српског ученог друштва 1864. године.
Кнез Михаило није могао да му одрекне заслуге, али је покушао да га држи даље од престонице. Тако је 1864. године постављен за професора у Крагујевачкој гимназији. Од 1867. године је постао члан Друштва српске словесности. У Крагујевцу је живео до 1869. године. Тамо је основао Омладинско друштво „Шумадија“, које се брзо прочуло по чувеним „беседама“ и позоришним представама.
Од 1870. био је стално у Београду. По смрти кнеза Михаила, намесници кнеза Милана Обреновића вратили су га у престоницу и 1871. године му је поверен важан дипломатски посао: отпутовао је на Цетиње да би преговарао са црногорским кнезом Николом Петровићем о заједничкој борби Србије и Црне Горе против Турака. Преговори су успели, а кнез Никола му је, поклонио скупоцену сабљу, сребрни јатаган за „Грахов Лаз“. Покренуо је у Београду 1873. године патриотски лист "Браник".
По избијању Невесињске пушке у Херцеговини 1875, ризикујући да буде ухапшен, преко Трста је покушао да се придружи устанку, али пошто је устанак угушен, вратио се у Београд. Ипак, инспираисан устанком, написао је песму оригилано је назвавши „Народни збор“ (објављена у часопису Јавор 1975), касније познатија под називом „Хеј трубачу, с бојне Дрине“. Песма је убрзо постала веома популарна, како у Србији, тако и ван граница њене територије. Певала се на народним зборовима, ђачким приредбама, славама. Због покретачког значаја у мобилизацији против Турске и Аустроуграске на Балкану, књижевници тога времена упоређивали су је са француском „Марсељезом“. За ову песму је 1905. године Јосиф Маринковић написао музику за хорско извођење.
У периоду 1876—1877. године је учествовао у Српско-турском рату. Пред крај рата, у чину мајора, истакао се својим јунаштвом у борбама код Бела Паланка и на Бабиној глави. Када је јужна Србија највећим делом била ослобођена од Турака, српска Врховна команда га је крајем 1877. године, послала у Лесковац, у својству члана привремене управе новооснованог лесковачког среза, и на том месту је провео нешто више од два месеца.
Учествовао је у оснивању и руководству Друштва „Свети Сава“, као известилац на првој оснивачкој скупштини. За то патриотско друштво је написао правила, усвојена на истој скупштини 24. августа 1886. године.
Покретач је листа Велика Србија, који је почео да излази почетком 1888,, а наставио је да се објављује и после његове смрти.
Због својих родољубивих песама, у старости је добио име, а и сам се потписивао као „Стари Бард“. Познат је и слављен пре свега захваљујући политичким приликама и општим идејама које је представљао.
Пензионисао се 13. марта 1888. године.
Првобитно је, о државном трошку, уз све почасти, сахрањен на Ташмајданском гробљу, а затим је његов гроб пренет на Ново гробље 1927, у Алеју великана. Спомен-гробница је отркивена 12. маја 1929. године, када је извршено и њено освећење, уз присуство краљевског изасланика и представника многих културних и националних друштава.

## Познате песме
Поезија Каћанског се састоји од љубавних и патриотских песама. Љубавних песама има мање, али се оне, исто као и знатно бројније патриотске, одликују искреношћу и непосредношћу осећања. Мада је спадао у најдаровитије песнике српског романтизма, за собом је оставио мало написаних књига, али су већина његових песама својевремено било веома популарне. Сакупљене су и објављене у тек Новом Саду 1879. године.. У његове најпознатије песме спадају:
- „Ноћница“ (1855)[32]
- „Ој облаци мутна ока“ (1860)
- „Где је Српска Војводина“ (прво под називом „Хај!“ је објављена часопису Даница 1861[33])
- „Панјелинон“ (поводом грчког устанка на Криту 1867)[18]
- „Граов Лаз“ (1862, накнадно дописана 1877)
- „Хеј трубачу, с бојне Дрине“ (објављена под називом „Народни збор“ у часопису Јавор 1875)[21]
- „На Србобрану“ (објављена у часопису Отаџбина 1875)[19]
- „Са Авале ор'о кликће“
- „Тешко је Србин бити“
- „Прам месеца“

## Кућа у Србобрану
У Србобрану, на месту где се налазила приземна кућа, у којој је рођен Стеван Владислав Каћански, подигнуто је 1893. године једностпратно здање, на коме је постављена спомен-плоча са уклесаним песниковим стиховима:
| „ | Српском роду! Све што имам, то је твоје све што имам теби дајем, са слађаном уздисајем срце, мисли, песме моје! | ” |

Априла 1941, ова плоча је скинута и уништена. Поново је постављена 1990.

## Кућа Стевана Каћанског
У Симиној улици, у Београду, налази се кућа, споменик културе, у којој је живео Стеван Каћански. Подигнута је у духу српског академизма, карактеристична је за архитектуру с краја 19. века. На кући је 12. маја 1929. откривена спомен плоча.